# Аркалохорска брадва
Аркалохорска брадва (на гръцки: Πέλεκυς του Αρκαλοχωρίου) е бронзова двойна брадва, вероятно със сакрална стойност. Намерена е в пещерата Аркалохори на остров Крит от гръцкия археолог Спиридон Маринатос през 1934 г.
Върху нея са гравирани 15 символа на критски йероглифи. Около половината от тях са аналогични на други срещани, някои могат да бъдат идентифицирани със знаци от Линеар А, а други приличат на символи от фестоския диск.
Брадвата се съхранява в Археологическия музей в Ираклион на остров Крит.